# José Antonio Pérez Sánchez
José Antonio Pérez Sánchez O.F.M. (Ciudad de México, 20 de diciembre de 1947-Tepic, Nayarit, 8 de julio de 2020) fue un obispo católico mexicano quien estuvo al frente de la Prelatura de Jesús María, el Nayar, de febrero de 1990 a febrero de 2010.

## Biografía

### Primeros años y formación
José Antonio nació en la ciudad capital de México el 20 de diciembre de 1947. 
Realizó estudios de Humanidades en el Colegio Seráfico de San Agustín de Casillas,  y estudios de Filosofía. Cursó Teología en la Ciudad de Roma en el Pontificio Ateneo Antoniano. 

### Sacerdocio
Se ordenó sacerdote el 20 de junio de 1976 dentro de la Orden Franciscana. 

### Episcopado
Fue nombrado Coadjutor de la Prelatura de Jesús María por el papa Juan Pablo II el 2 de febrero de 1990 siendo consagrado obispo el 4 de abril del mismo año por el nuncio apostólico Girolamo Prigione; como co-consagrantes participaron el cardenal Juan Jesús Posadas Ocampo y el prelado Manuel Romero Arvizu. Fue titular de dicha prelatura a partir del 27 de junio de 1992 hasta que el papa aceptó su renuncia por enfermedad el 27 de febrero de 2010.

### Fallecimiento
Falleció a los setenta y dos años el 8 de julio de 2020 en la residencia Divina Providencia de Tepic (Nayarit, México).